# (5136) Baggaley
(5136) Baggaley es un asteroide perteneciente al cinturón de asteroides, descubierto el 20 de octubre de 1990 por Robert H. McNaught desde el Observatorio de Siding Spring, Nueva Gales del Sur, Australia.

## Designación y nombre
Designado provisionalmente como 1990 UG2. Fue nombrado Baggaley en honor al físico inglés W. Jack Baggaley, investigador de meteoros de radar en la Universidad de Canterbury. Sus hallazgos abarcan muchas áreas distintas de estudios de radio de meteoros, y durante la década de 1990 ha medido más órbitas meteoróticas que en todos los experimentos anteriores combinados.

## Características orbitales
Baggaley está situado a una distancia media del Sol de 3,020 ua, pudiendo alejarse hasta 3,365 ua y acercarse hasta 2,675 ua. Su excentricidad es 0,114 y la inclinación orbital 11,17 grados. Emplea 1917,32 días en completar una órbita alrededor del Sol.

## Características físicas
La magnitud absoluta de Baggaley es 12. Tiene 13 km de diámetro y su albedo se estima en 0,173.